# Calle de Arias Dávila
La calle de Arias Dávila es una vía pública de la ciudad española de Segovia.

## Descripción
La vía nace de la plaza de los Huertos y discurre hasta llegar a la plaza de San Martín, en la confluencia de las calles de José Canalejas y del Gobernador Llasera. Rinde tributo con el nombre a Juan Arias Dávila (1436-1497), político y eclesiástico natural de la ciudad que fue protonotario apostólico además de obispo de Segovia. Mariano Sáez y Romero comenta en Las calles de Segovia (1918) lo siguiente:

Va desde la plazuela de los Huertos a la de San Martín, y antes se rotulaba Travesía de los Huertos.
(Sáez y Romero, 1918, p. 11)